# 貧困魔境伝ヒヤパカ
『貧困魔境伝ヒヤパカ』（ひんこんまきょうでんヒヤパカ）は、山野一による日本の漫画短編集。
1989年12月に青林堂より刊行。1999年12月に同社より再版されるも、現在は絶版となっている。

## 概要
貧困や狂気を滑稽な表現で念入りに描いた作品を中心に、上流階級の美女が下流階級の醜男に凌辱される『人間ポンプ』、知的障害児をテーマに扱う『きよしちゃん』、現実認識の変調や幻覚体験を題材とする『パチンコのある部屋』『侏儒の家』、大日如来による「救済」についての短編『荒野のガイガー探知機』、貧乏人の生態と惨劇を描いた『荒野のハリガネ虫』、不明瞭で非現実的な生活の光景を丹念に描いた『のうしんぼう』など14編を収録。
キャッチコピーは「世に蔓延するヘラヘラ幸せ脳天気漫画の脳天に鉄槌を打ち込む これが人生だ!」「What's “HIYAPAKA”!?…悩める庶民たちよ『ビンボー』でも『下流』でもない、問題児・山野一画伯が世に問う、合言葉は『ヒヤパカ』だ!!」。

## 収録作品

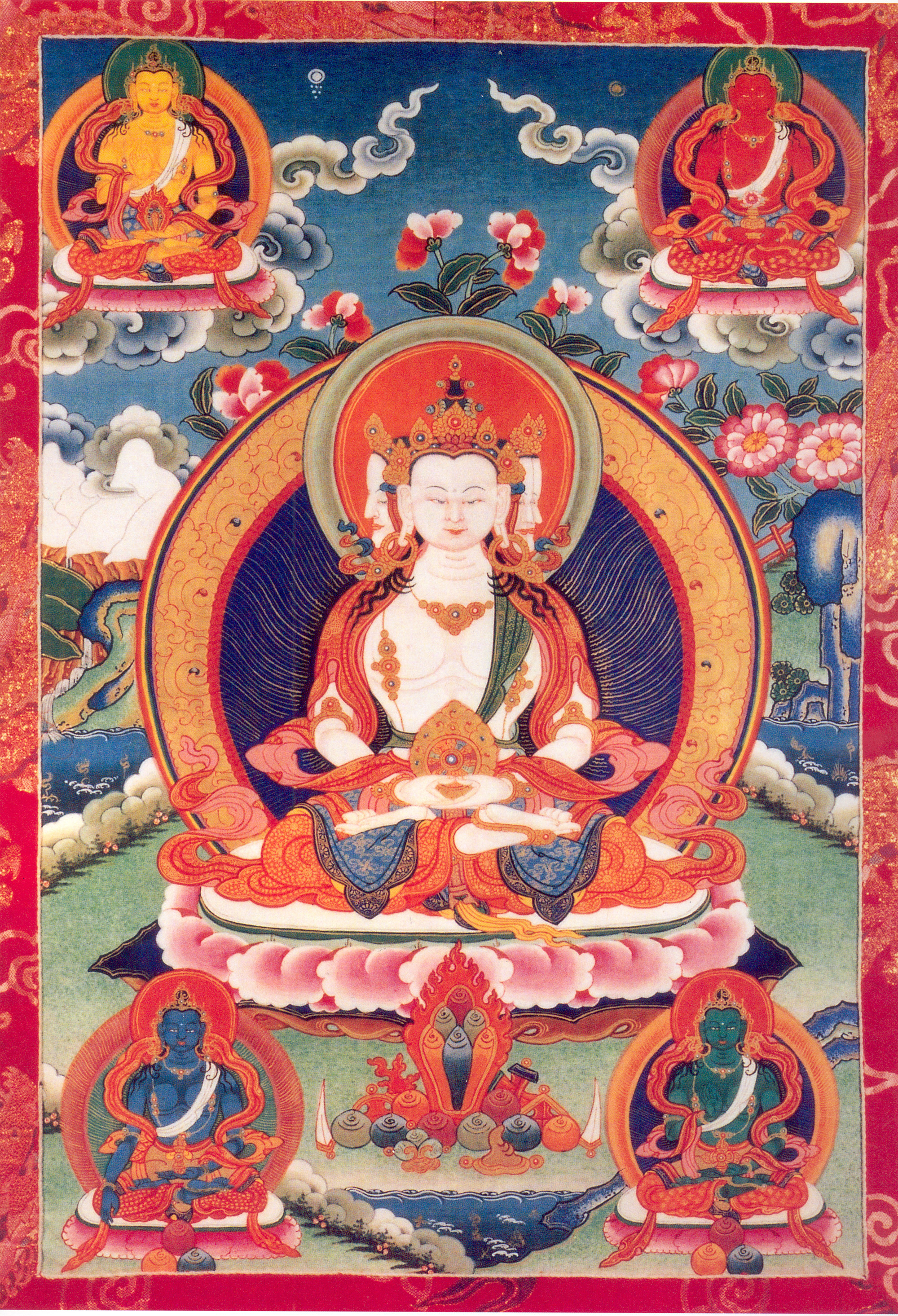
大日如来

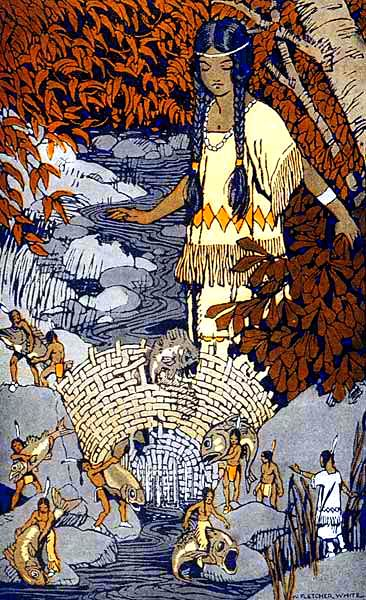
侏儒

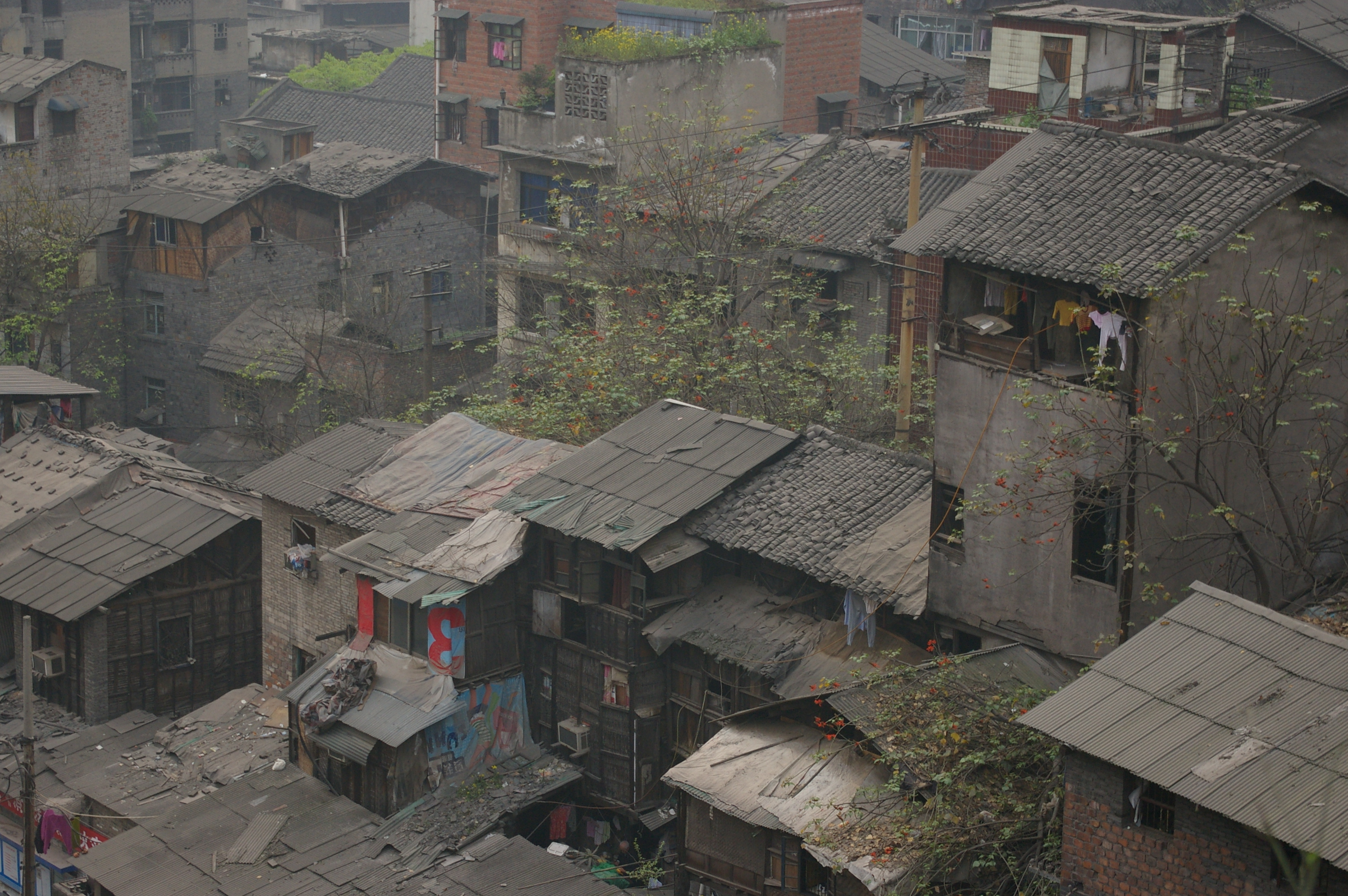
『荒野のハリガネ虫』に登場する貧民窟とよく似た景色

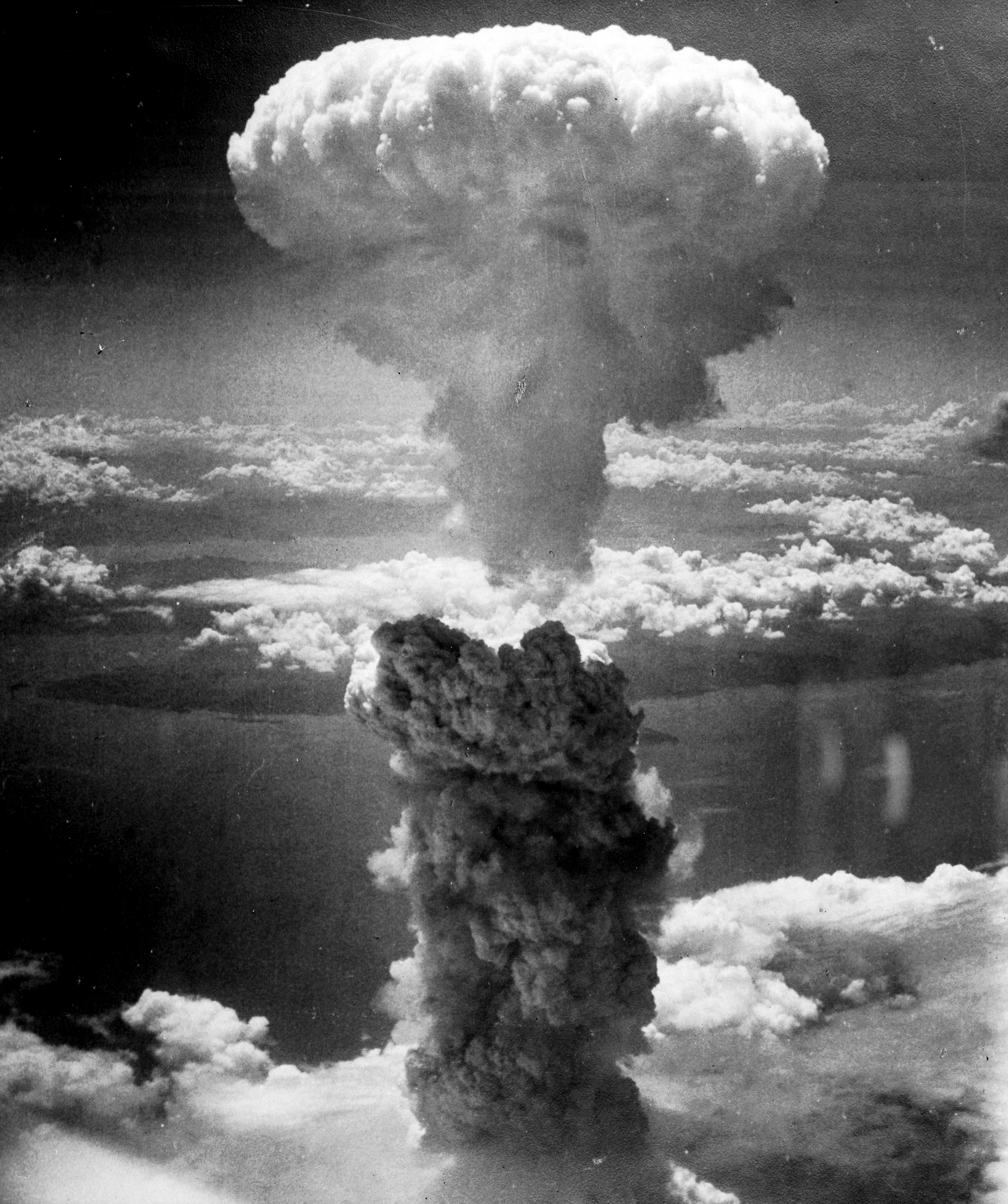
『のうしんぼう』に登場する花火にはキノコ雲のコラージュが含まれている。

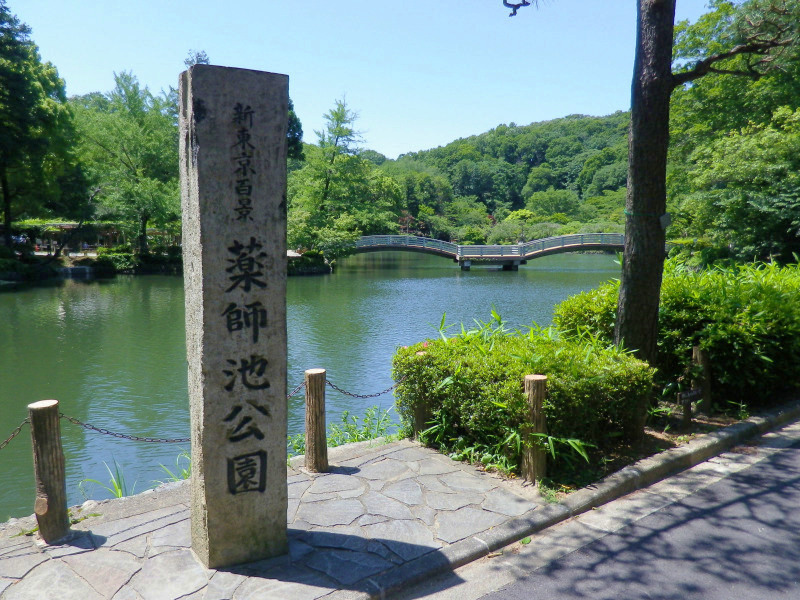
薬師池公園

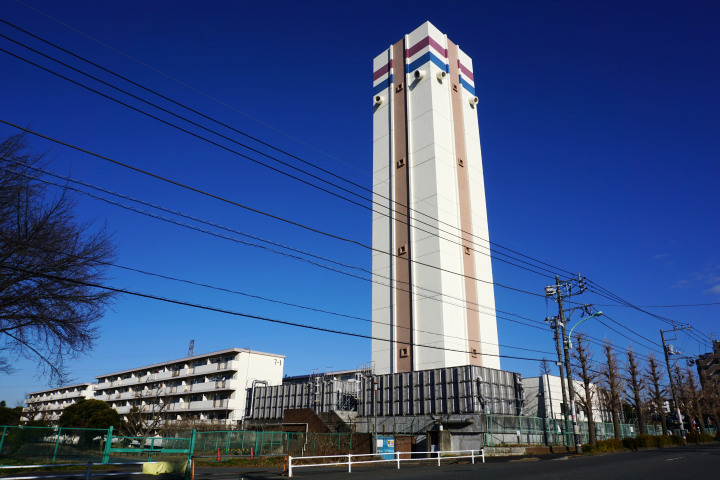
団地と給水塔

『漫画スカット』（みのり書房）で連載された連作短編漫画『サイケでハレハレ劇場』から12編、『月刊漫画ガロ』（青林堂）1987年9月号に発表された『在日特殊小児伝きよしちゃん 紙しばいの巻』と同誌1988年12月号に発表された『のうしんぼう』の2編が収録されている。
人間ポンプ
大学教授と代議士の令嬢が不況の現状を調査するため東京都某地区の貧民窟を訪れる。工場の労働者に話を聞くと、周囲一帯の土地はゴミ捨て場を埋め立てた土地のために地盤沈下しており、ゴミを伝って染み出した海水をポンプで絶えず汲み上げなければならないという。すると突然、工場の労働者によって二人は手漕ぎポンプがある深い穴に突き落とされる。労働者の男は「ポンプを漕げ」と二人に命令する。始めは嫌がっていた二人だがポンプを漕がなければ浸みだしてくる海水によって溺れてしまうという現実を前に仕方なくポンプを漕ぎ出す。
しかし、ポンプは交代で漕がなければ追いつかず、与えられるものも残飯だけである。そうした過酷な状況が十日ほど経つと、理性の切れた教授は令嬢に激しい暴行を加える。それを見た労働者の男が貧民窟の住人の前で交わって見せれば出してやっても良いと二人に条件を与える。仕方なく二人は群衆の前で獣の様に交わって見せた。その屈辱的な行為の後、上から渡されたハシゴを上って行くと、二人の前には労働者達が舌なめずりしながら待ち構えていた。そして、労働者達は二人を散々慰み者にした挙げ句、再び穴に戻した。結局、二人はポンプの穴から一生出されずに労働者達の慰み者にされて一生地下でポンプを漕ぐ羽目になった。代議士の令嬢は誰のものとも知れない子供をボロボロ生まされ、その子供達は近所の工場に配られ、それぞれの地下室で活躍したという。
きよしちゃん 紙しばいの巻
妻も亡くなり侘しい年金生活を送っていた元紙芝居屋の金子青造は、庭の枯れ木に出来た鳥の巣で雛鳥が鳴いているのを目にする。それを見てもう一度生き生きとした生活を取り戻そうと思った青造は、一念発起して公園に紙芝居を持って行く。すると青造は知恵遅れのきよしを虐待して遊ぶ子供達を目にする。思わず止めに入った青造は子供達に飴玉を渡し紙芝居を見せてあげようとするが、子供達は飴玉をまずいと吐き出し「飴玉に青酸カリを入れた」と因縁をつけ、青造を残飯じじいと罵り袋叩きにする。そして散々な目に遭って家に帰ってきた青造は雛鳥に「わしの友達はおまえだけじゃ」と話しかけて部屋に戻る。しかし、青造を追いかけて来た子供達は雛鳥をきよしに一匹残らず食わせてしまう。雛鳥の鳴き声を聞いて表に出てきた青造は子供達を前に、再び暗闇に堕ちて行く自分を感じた。それは二度と這い上がる事の出来ない泥沼であった。
GOGOやくたたず
知恵遅れの息子キヨシと寝たきりの妻を抱える五味ため吉は、定年後も隠居を許されず老骨にムチ打って働かなければ生活できないため再就職先の町工場で駄菓子のオマケのミニカーの型を取る仕事をしていた。しかし、ため吉の作ったオマケのミニカー6万個が不良品であった為にクレームがつき返品されてしまう。社長は30万の大ゾンだと怒り狂い、ため吉に全部売ってこいと怒鳴りつける。ため吉は町のオモチャ屋や子供達が集まる公園を回るが馬鹿にされるだけで終わる。仕方なく田舎で売り出そうと山道を走っていると、ふと息子キヨシの白痴顔を思い出し運転中に吐き出してしまう。そうこうしているうちに車は反対車線のトラックに跳ね飛ばされ、五味ため吉はオマケ6万個ともども崖から奈落の底へと墜落して行くのであった。
ビーバーになった男
金子マス男は不況の煽りで町工場を追われ、一家はあてどもなく町を放浪する日々を送っていた。ある日、マス男の夢に大日如来が現れて、「ビーバーのような生活をしろ」と啓示を与える。ビーバーというのは、あくまで比喩であったのだが、低能なマス男は直に受け止め川中に廃材で家を作る。安住の地を得たのもつかの間、その家は役場に撤去依頼を受けた産廃業者にダイナマイトで吹き飛ばされてしまう。
荒野のガイガー探知機
核戦争で文明世界が滅亡した時代、地球最後に生き残った人類はあらゆる悪事や悪徳の限りを尽くした一人の男だった。その男は臨終間際ふとした拍子にガイガー探知器を見つける。放射能を測定するその探知機は、この世界は既に人間が生息出来る放射能数値を遥かに超えている事を示していた。今となっては何の意味も持たないその機械を抱きながら、かつて文明時代に犯した娘との情交を懐かしむ男の前に眩い光の中から黄金に輝く大日如来が舞い降りる。大日如来はゴータマとの約束でゴータマが死んでから三千年後に地上にいる者を救済するという。
「へぇーこのオレを？極楽に？でもオレは悪人ですぜ」と男が問うと、大日如来は「あなたが生前善人であったか悪人であったかということは全然問題ではないのです ゴータマが死んでから三千年目に降臨し その時に地上にいる者を救済する それが私の役目 そして今日がその約束の日なのです」と答える。「へーそんなもんなんですか」と再度問う男に大日如来は「そんなもんなんです」と答える。そして男は美しく完全な肉体を得て極楽浄土へと旅立つのだった。
ハネムーン
結婚式も出来なかった貧乏カップルは新婚旅行に行くことにする。ただし予算は3500円のため、男は妻を埼玉県熊谷市の採掘場に連れて行く。そこで便意をもよおした妻が工事現場の簡易トイレに入って用を足していると、現場の土木作業員に見つかり、泥棒と勘違いされたカップルは散々な目に遭わされた挙げ句、帰りの電車賃まで取られてしまう。結局、男は靴の中までゲリ糞まみれの妻を連れ158kmの道を歩いて帰った。
パチンコのある部屋
無断欠勤10日目に会社をクビになった田中はギャンブルで手持ちの金が260円になる。田中は、その260円を使ってパチンコ、競艇、麻雀をして大金を手にする夢を見る。
旅情
課長に温泉旅行に誘われた田中は課長をあてにして、身重の妻と息子を連れて温泉旅行に向かうが課長から金を貸すのを断られる。仕方なく車の中で夜を明かした田中一家だが、翌朝妻の具合が悪くなり、課長に助けを求めるが「ここはスーパーマーケットじゃない」とまた課長に断られる。結局田中は山の麓まで降りて薬や食料を買いに行く。結局、二日間散々な夜を車内で明かした田中家にはそのせいかどうか知らないが変な赤ん坊が産まれる。
荒野のハリガネ虫
資産家の孫である秀麿は夏休みの自由研究の課題を「貧乏人の観察」に決め、下男と女中をつれて貧民窟へ向かう。そして、その中で最も貧乏そうな家の住人に話を聞く事にした。最も貧乏そうなアパートの一室を尋ねると食事中の貧乏人が現れた。貧乏人は食事のおかずと称してハリガネムシが一杯詰まったカマキリの開きと自分の体の中で飼っている回虫の塩茹を紹介する。秀麿は貧乏人に生活の中で嬉しかった事を尋ねると、貧乏人は三年位前に大家夫婦の死体を塩漬けにして一か月食べ続けた話をした。そして、訪れた三人を前に薄ら笑いを浮かべながら貧乏人は言った。「しかし今日のほうが良さそうだ 上等なのが三匹も」。貧乏人は下男の頭を斧で叩き割った後、女中を犯して乳房を包丁で切り取り茶碗の飯と一緒に食べる蛮行に及んだ。
秀麿は無表情のまま素っ気なく「貧乏人は浅ましいものとは聞いてましたが人間の所業とは思われないですねえ」と述べると、貧乏人は照れながら「人間の尊厳とか良識とかねビタ一文にもならないものはクソといっしょに便ツボにひり出しちゃいましたよ 以後は畜生のごとくもっぱら欲望に忠実に生きているとこういうわけなのです」と述べ、秀麿にも包丁を振りかざすが、極端な階級格差により次元に断層が出来、貧乏人は跳ね飛ばされ、包丁を持っていた右手は融けてしまう。そんなこんなで研究のネタが集まった秀麿はお礼にと下男と女中の死体を「食うなり犯すなり好きにして下さい」と貧乏人のアパートに置いたままヘリコプターで帰っていった。
星の博士
女子高生が家に帰ると、冷蔵庫を漁っている男を見つけた。東京大学の天文学博士と名乗るその男は無礼をなじる娘に対し、宇宙崩壊時に人類の子孫が受ける未曾有の災厄に比べれば、冷蔵庫のハムやチーズを漁られた事ぐらい大した事がないと宇宙物理学的に証明する持論を繰り広げる。異常を感じた娘は母を呼びに二階に上がるが、そこには惨殺された母の死体があった。それを見て絶叫する娘を男は押さえつけ、観念した娘を前に男はこう聞いた。「どちらがいいですか犯されてから殺されるのと殺されてから犯されるのと」。
押入れの女
浪人予備校生が押入れを整理していると箱の中から生気のない女が出てくる。動揺もつかの間、予備校生は受験勉強をほったらかして女との性生活を楽しむ。
侏儒の家
さえ子はこの頃奇妙な夢を見る。侏儒の音楽隊が夜な夜なやってくるのだ。侏儒たちは様々な形をしている。男性器や肛門をそのまま擬人化したようなものや、手が足より長いもの。異形畸形としか表現出来ないもの。彼らはさえ子のパジャマを脱がし体全体を舐め回す。さえ子は激しく抵抗するが結局なされるがままになる。翌朝、目が覚めるとさえ子は初潮を迎えていた。その日を境にもう侏儒は現れなかった。
太陽とダリヤ
少女の父親は女と腹上死した。ソープ嬢の母親も数日前に薬物中毒で息絶える。少女は一人バスに乗って「のうしんぼう」にあるダリヤ園に行く。熱い日射しの照りつける中、少女は公園をスキップして走り回り、池の鯉と亀に餌を撒くが、餌は全て鯉に食べられてしまう。少女は江戸時代の旧家に足を踏み入れた所、背後から一人の男が鎌を持って現れる。その男に少女は犯され、鎌で滅多刺しにされる。しかし、うつろな少女の目には女性器の形をしたダリヤの中心から池にいた亀が生まれて来る景色が映るのだった。
のうしんぼう
バスに乗り、見知らぬ地名「のうしんぼう」で下車する男。不思議な風景を通り過ぎながら、山中に潜むビルに自分の部屋を見出すと不意に友達が風呂屋に誘いに来る。そして男は到着した風呂屋でパノラマのように艶やかな花火を目撃する。
あとがき
前半は妻のねこぢると町田市の薬師池公園に訪れた何気ない日常を、後半は少年時代に住んでいた三重県四日市市の団地や給水塔への思いを回想したエッセイ。

## 初出
| 作品名                    | 初出                 |
| ------------------------- | -------------------- |
| 人間ポンプ                | 漫画スカット (20-22) |
| きよしちゃん 紙しばいの巻 | ガロ 1987年9月号     |
| GOGOやくたたず            | 漫画スカット (17)    |
| ビーバーになった男        | 漫画スカット (7)     |
| 荒野のガイガー探知機      | 漫画スカット (24)    |
| ハネムーン                | 漫画スカット (5)     |
| パチンコのある部屋        | 漫画スカット (2)     |
| 旅情                      | 漫画スカット (4)     |
| 荒野のハリガネ虫          | 漫画スカット (13-14) |
| 星の博士                  | 漫画スカット (8)     |
| 押入れの女                | 漫画スカット (3)     |
| 侏儒の家                  | 漫画スカット (25)    |
| 太陽とダリヤ              | 漫画スカット (19)    |
| のうしんぼう              | ガロ 1988年12月号    |

## 単行本
※いずれも絶版のため入手困難
ヒヤパカ
初版発行：1989年12月 （青林堂：絶版）
貧困魔境伝ヒヤパカ
初版発行：1999年12月 （青林堂：絶版）

## 関連作品
- 夢の島で逢いましょう（第1作）
- 四丁目の夕日（第2作）
- ヒヤパカ（第3作）
- 混沌大陸パンゲア（第4作）
- どぶさらい劇場（第5作）